# Білозірська загальноосвітня школа I-III ступенів
Білозі́рська загальноосвітня школа І-ІІІ ступенів — загальноосвітній заклад, що розташований у селі Білозір'я Черкаського району Черкаської області.

## Історія
Перша школа у селі Білозір'я була створена 1861 року і мала статус міністерської однокласної. Перший наставником її був протоієрей Михайло Ковальов. Після утворення Білозірської сільської громади школа стала опорною у Білозірському шкільному освітньому окрузі.

## Директори
У різні часи очільниками школи були:
- Бас Яків Іванович
- Гончаров Петро Григорович
- Дубович Микола Григорович
- Полив'яна Марія Федосіївна
- Шпаченко Леонід Федорович
- Компанієць Володимир Наумович
- Мазуренко Віра Герасимівна
- Тупицький Анатолій Васильович
- Козицький Павло Олексійович
- Грищенко Ірина Анатоліївна

## Структура
У школі працюють 42 педагоги, з яких 5 учителів вищої категорії, 33 — І категорії, 2 — ІІ категорії. Звання старшого учителя мають 4 педагоги.